# 平原站 (日本)
平原站（日语：／ Hirahara eki */?）是位於長野縣小諸市大字平原603號，信濃鐵道的信濃鐵道線車站。

## 歷史
- 1921年（大正10年）10月10日 - 國有鐵道信越本線開設平原信號站[1]。
- 1952年（昭和27年）1月10日 - 升級至車站，名為平原站[1][2]。
- 1984年（昭和59年） - 成為無人車站[1]。
- 1987年（昭和62年）4月1日 - 伴隨國鐵分割民營化，車站由東日本旅客鐵道（JR東日本）營運[3]。
- 1997年（平成9年）10月1日 - 隨著北陸新幹線啟用，JR東日本車站由信濃鐵道接管。

## 車站構造
車站是一座地面車站，設有2面2線月台（上行線為相對式，下行線為島式）。在國鐵時代的1984年至今都是無人車站。在上下行線之間設有維護路軌車輛專用路軌。
在國鐵末期把車站拆毀，並改造了鐵路貨車成為候車室。把改造的貨車作為車站大樓或候車室中，除了北海道車站外，在本州以南地方比較少見。曾經設有站名牌，該站名牌以鳥居形狀設置在車站大樓外面。
月台上設置了乘車站證明票發行機。

### 月台
| 月台 | 路線        | 上下行 | 方向           |
| ---- | ----------- | ------ | -------------- |
| 1    | ■信濃鐵道線 | 上行   | 輕井澤方向     |
| 2    | ■信濃鐵道線 | 下行   | 小諸、長野方向 |

## 使用狀況
在2009年度，一日使用人次為130人，在2007年度為150人。

## 車站周邊
- 山平餐廳
- You Palette（日语：デリシア (スーパーマーケット)）
- 小海線三岡站[1]（步行約15分鐘）

## 相鄰車站
信濃鐵道
■信濃鐵道線
□快速
通過
■普通
御代田－平原－小諸

## 注腳
1. 1 2 3 4 5 6 7 8 9 10 11 12 13 14  信濃毎日新聞社出版部. . 信濃毎日新聞社. 2011-07-24: 242. ISBN 9784784071647 （日语）.
2. ↑  「日本国有鉄道公示第1号」『官報』1952年1月9日（國立國會圖書館數碼化收藏）
3. ↑  《交通年鑑 昭和63年版》交通協力會，1988年3月。
4. ↑  長野縣鐵道全站增補改訂版（信濃毎日新聞社）

## 外部連結
- 平原站（信濃鐵道） （页面存档备份，存于）（日語）